# Johann Carl Richter
Johann Carl Richter (* 30. Juni 1759 in Annaberg; † 27. Januar 1838 in Berlin) war ein deutscher Kupferstecher, Medailleur, Wachsbossierer und Zeichner.
Er begann mit einer Tischlerlehre in Herrnhut und lebte dann von etwa 1792 bis 1803 in Breslau, wo er Ansichten der schlesischen Landschaft und von Breslauer Stadthäusern stach. Dabei arbeitete er sowohl nach eigenen Zeichnungen als auch nach Gemälden anderer Künstler. Die eigenen Grafiken wurden oft in Zeitschriften veröffentlicht. Danach ließ er sich in Berlin als Kupferstecher nieder und stellte 1806, 1808 und 1830 in der Akademie aus.